# Miguel Gustavo
Miguel Gustavo Werneck de Sousa Martins (Rio de Janeiro, 1922. március 24. – Rio de Janeiro, 1972. január 22.) brazil újságíró, rádióbemondó és zeneszerző. Jelentős mértékben hozzájárult a brazil újságíráshoz, irodalomhoz és zenéhez. Több, mint 140 dalt írt, ezen kívül pedig számos reklámzenét, amelyek meghatározóak voltak a reklámtörténelem adott szakaszában. Ő írta a brazil válogatott himnuszát az 1970-es labdarúgó-világbajnokságra.

## Élete
Rio de Janeiro Piedade negyedében született, és a város Engenho Novo negyedében működő Escola Argentina és Escola Sarmiento iskolákba járt, majd a Colégio Pedro II középiskolában tanult, de tanulmányaival felhagyva egy kávéforgalmazó cégnél kapott munkát, de üzletkötőként és munkásként is dolgozott. 19 évesen lemezlovas és bemondó lett a Rádio Vera Cruznál, majd Francisco Marques meghívására a Rádio Globohoz csatlakozott, ahol szerkesztő és később művészeti és kereskedelmi felelős volt. Az 1960-as években a TV Excelsior igazgatója. Felesége Sagramor de Scuvero rádiós műsorvezető.
Mint zeneszerző, legelső kompozícióját 1946-ban vette fel (Primeiro Amor). 1947-ben Ataulfo Alvessel megírta az O que é que eu vo dizer em casa szambát, amelyet számos más dal követett. Első sikeres műve az 1955-ös Café Soçaite volt, amelyet Jorge Veiga rögzített, majd ezt követte az 1957-es Fanzoca de Rádio, amelyet az 1958-as É de chuá filmben is felhasználtak.
1962-ben Jorge Veigával komponálta a Brigitte Bardot című darabot. 
Gustavo a reklámzenére szakosodott, és a brazil reklámozás egyik legtapasztaltabb szakemberének tartják. Alkotásai között olyan híres reklámzenék vannak, mint a Melhoral, Toddy, Casas da Banha, Vaquinha Mococa, Leite Glória, Café Moinho de Ouro, Neocid, Revista do Rádio és egyebek. Ezeken kívül szlogeneket is alkotott.
Ő komponálta az 1970-es labdarúgó-világbajnokságra a brazil csapat himnuszát (Pra Frente Brasil, azaz Előre, Brazília); művét több, mint száz pályázó közül választották ki. Utolsó kompozíciója az 1972-es Marcha da Independência, amely a Brazília függetlenedésének 150. évfordulója alkalmából tartott ünnepségek himnusza volt.
Miguel Gustavo 1972-ben halt meg, és Rio de Janeiro városában, a Caju temetőben temették el.

## Népszerű számok
- 1952: Baião das Mulheres, Miguel Gustavo és João S. Guimarães
- 1953: Baião do Chofer, Miguel Gustavo
- 1956: A Dança Do Didu, Miguel Gustavo
- 1956: Boate Tra La Lá, Miguel Gustavo
- 1957: A Dança do Bidú, Miguel Gustavo
- 1957: A Fúria Louca de Jean Pouchard, Miguel Gustavo
- 1957: A Menina Canta, Miguel Gustavo
- 1957: Bem Vindo Seja, Miguel Gustavo
- 1958: Brabuletas de Brasília, Miguel Gustavo, Altamiro Carrilho és Carrapicho
- 1959: Baião Triste, Altamiro Carrilho és Miguel Gustavo
- 1962: Bacardy Chá-chá-chá, Miguel Gustavo
- 1970: Bloco Da Lua, Luiz Reis és Miguel Gustavo
- 1970: Brasil Eu Adoro Você, Miguel Gustavo